# Вернер фон Томбург
Вернер фон Томбург (на немски: Werner von Tomburg; * ок. 1300; † 10 юни 1362) от рода на господарите фон Мюленарк, е господар на замък Томбург при Райнбах при Бон.

## Произход
Той е син на Конрад II фон Мюленарк, господар на Томбург († 1326) и съпругата му Рикардис фон Щолберг-фон Френц († сл. 1324), дъщеря на Вилхелм IV фон Щолберг-Зетерих († 1304) и втората му съпруга Мехтилд фон Райфершайт († сл. 1304). Внук е на Херман фон Мюленарк, фогт на Томбург († 1294/1296) и Мехтилд фон Вирнебург († сл. 1302). Сестра му Маргарета/Грета фон Мюленарк († 1338) се омъжва ок. 1330 г. за Йохан III Шайфарт фон Мероде-Хемерсбах († 1344).
От 1090 до 1230 г. господарите фон Мюленарк са господари на замък Томбург. През 1253 г. прадядо му Конрад фон Мюленарк († 1265) получава от граф Дитрих IV фон Клеве († 1260) правото на бургграф на Томбург. Те се наричат оттогава „фон Томбург“.

## Фамилия
Вернер фон Томбург се жени на 1 октомври 1330 г. за Ирмезинд фон Бланкенхайм († 1365), дъщеря на Фридрих II фон Бланкенхайм († 1321/1322) и Елизабет фон Лайнинген († сл. 1351). Те имат децата:
- Фридрих фон Томбург († между 25 август 1420 и 15 януари 1422), господар на замък Томбург и на имперския замък Ландскрон, женен на 29 септември 1365 г. за бургграфиня Кунигунда фон Ландскрон († сл. 1374), наследничка на замък Ландскрон, вдовица на Йохан фон Валдек († 1357/1360), дъщеря на бургграф Герхард V фон Ландскрон († 1345) и Кунигунда фон Мьорз († 1417)
- Конрад фон Томбург († сл. 1397)
- Херман фон Томбург († сл. 1393)
- Ирмезинд фон Томбург († сл.1390), омъжена за Гобел фон Холенфелс